# De Moraes (cràter)
De Moraes és un cràter d'impacte que es troba a la part nord de la cara oculta de la Lluna, situat al nord-est del cràter més gran Bridgman i al sud-oest de van Rhijn. Va ser nomenat en honor d'Abraão de Moraes.

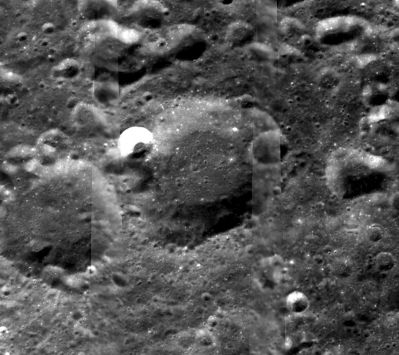
Cràter De Moraes (fotografia de la missió Clementine)
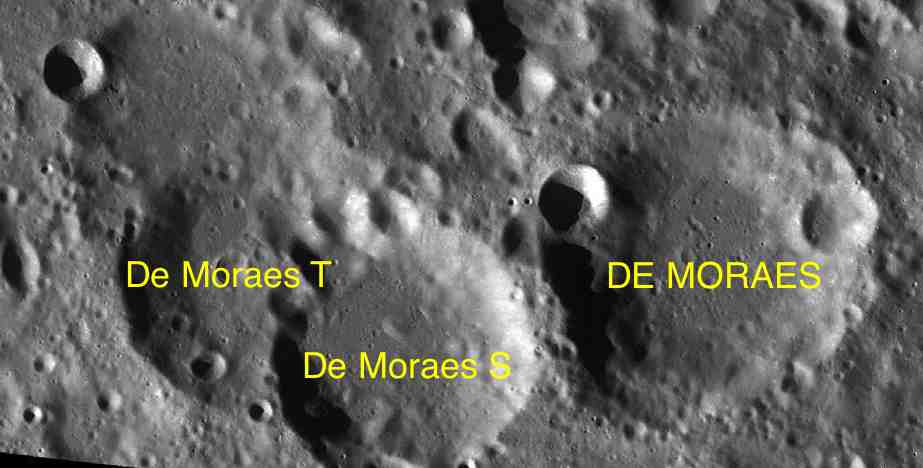
Cràters satèl·lit

Es tracta d'un cràter desgastat, amb la vora suavitzada i arrodonida després d'una llarga història d'impactes menors. Petits però notables cràters se superposen a la vora i parets interiors als costats nord-est i nord-oest, i presenta una gúbia inclinada a la vora oriental. El sòl interior no té trets distintius, i es caracteritza tan sols per uns pocs cràters minúsculs.

## Cràters satèl·lit
Per convenció aquests elements són identificats en els mapes lunars posant la lletra en el costat del punt central del cràter que està més proper a De Moraes.
| De Moraes | Coordenades                            | Diàmetre |
| --------- | -------------------------------------- | -------- |
| S         | 48° 54′ N, 140° 42′ E / 48.9°N,140.7°E | 45 km    |
| T         | 49° 18′ N, 139° 30′ E / 49.3°N,139.5°E | 46 km    |